# Gotha Go 146
Il Gotha Go 146 era un bimotore da trasporto e da collegamento ad ala bassa realizzato dall'azienda tedesca Gothaer Waggonfabrik negli anni trenta.

## Storia del progetto
Nel 1935 il Reichsluftfahrtministerium (RLM), il ministero che nella Germania del periodo hitleriano supervisionava l'intera aviazione tedesca, emise una specifica riguardante la fornitura di un nuovo modello da trasporto leggero in grado di portare 5 passeggeri. Alla richiesta rispose la Gothaer Waggonfabrik con il suo Go 146 e la Klemm Leightflugzeugbau con un suo progetto che assunse la denominazione Kl 104, mutato poi in Fh 104 per l'acquisizione dell'azienda da parte della Flugzeugwerk Halle.
Valutato dalla commissione esaminatrice risultò inferiore alle caratteristiche generali espresse dal concorrente per cui la Gothaer ne sospese lo sviluppo.

## Utilizzatori
Germania
- Luftwaffe